# Världsmästerskapet i schack 2021
Världsmästerskapet i schack 2021 var en var en titelmatch mellan världsmästaren Magnus Carlsen och utmanaren Jan Nepomnjasjtjij. Matchen planerades att påbörjas i december 2020 i Dubai, men sköts upp på grund av coronapandemin och pågick från 24 november till 10 december 2021.
Matchen slutade 7½ - 3½ till regerande världsmästaren Carlsen som därmed behöll sin titel. Endast 11 av de 14 klassiska partierna behövde spelas för att avgöra matchen. Fokus efter matchen kom att läggas på Nepomnjasjtjijs kollaps under andra halvan av matchen, där Carlsen vann fyra av sex partier. Det är Carlsens femte raka VM-titel.

## Kandidatturneringen
För att utse en utmanare hölls en kandidatturnering med åtta deltagare i Jekaterinburg. Följande spelare var kvalificerade:
| Spelare                | Kvalificerad genom                                                                                   |
| ---------------------- | --- |
| Fabiano Caruana        | Förlorare i titelmatchen i Världsmästerskapet i schack 2018                                          |
| Ding Liren             | Tvåa i FIDE World Cup 2019                                                                           |
| Wang Hao               | Vinnare av FIDE Grand Swiss Tournament 2019                                                          |
| Alexander Grisjtjuk    | Etta och tvåa i FIDE Grand Prix 2019                                                                 |
| Jan Nepomnjasjtjij     | Etta och tvåa i FIDE Grand Prix 2019                                                                 |
| Anish Giri             | Högsta genomsnittliga Elo-rating från februari 2019 till januari 2020                                |
| Maxime Vachier-Lagrave | Ersättare för Teimour Radjabov som vann FIDE World Cup 2019 men som drog sig ur på grund av pandemin |
| Kirill Alexejenko      | Nominerad av arrangören (wild card)                                                                  |

Kandidatturneringen började den 17 mars 2020 men avbröts efter halva turneringen den 26 mars på grund av coronaviruspandemin. 
Turneringen återupptogs och spelades klart 19 till 27 april 2021.
Jan Nepomnjasjtjij segrade med 8½ poäng på 14 ronder och kvalificerade sig därmed för titelmatchen mot Carlsen.
| Placering | Spelare                | Elo-rating april 2021 | 1   | 2   | 3   | 4   | 5   | 6   | 7   | 8   | Poäng |
| --------- | ---------------------- | --------------------- | --- | --- | --- | --- | --- | --- | --- | --- | ----- |
| 1         | Jan Nepomnjasjtjij     | 2789                  |     | 0 ½ | 1 ½ | ½ ½ | 1 0 | ½ ½ | ½ 1 | 1 1 | 8½    |
| 2         | Maxime Vachier-Lagrave | 2758                  | 1 ½ |     | ½ ½ | ½ 0 | 1 ½ | ½ 0 | ½ 1 | ½ 1 | 8     |
| 3         | Anish Giri             | 2776                  | 0 ½ | ½ ½ |     | ½ 1 | ½ 1 | ½ 0 | 1 0 | ½ 1 | 7½    |
| 4         | Fabiano Caruana        | 2820                  | ½ ½ | ½ 1 | ½ 0 |     | 0 ½ | ½ ½ | 1 ½ | ½ 1 | 7½    |
| 5         | Ding Liren             | 2791                  | 0 1 | 0 ½ | ½ 0 | 1 ½ |     | ½ 1 | ½ 1 | 0 ½ | 7     |
| 6         | Alexander Grisjtjuk    | 2777                  | ½ ½ | ½ 1 | ½ 1 | ½ ½ | ½ 0 |     | ½ 0 | ½ ½ | 7     |
| 7         | Kirill Alexejenko      | 2696                  | ½ 0 | ½ 0 | 0 1 | 0 ½ | ½ 0 | ½ 1 |     | ½ ½ | 5½    |
| 8         | Wang Hao               | 2763                  | 0 0 | ½ 0 | ½ 0 | ½ 0 | 1 ½ | ½ ½ | ½ ½ |     | 5     |

## Regler
Finalmatchen spelas över 14 partier. I varje parti har spelarna 120 minuter på sig att göra sina första 40 drag och får därefter ett tillägg på 60 minuter. När en spelare har gjort sina första 60 drag får denne ett tillägg på 15 minuter, och ett bonustillägg på 30 sekunder för varje ytterligare drag som görs.
Om matchen är oavgjord efter de första 14 partierna så spelas fyra partier snabbschack. Om det är oavgjort även efter dessa så spelas två partier blixtschack. Om det fortfarande är oavgjort så avgörs matchen i ett parti armageddon.

## Tidsplan
| Datum            | Veckodag | Händelse         |
| ---------------- | -------- | ---------------- |
| 24 november 2021 | Onsdag   | Öppningsceremoni |
| 25 november 2021 | Torsdag  | Mediadag         |
| 26 november 2021 | Fredag   | Första partiet   |
| 27 november 2021 | Lördag   | Andra partiet    |
| 28 november 2021 | Söndag   | Tredje partiet   |
| 29 november 2021 | Måndag   | Vilodag          |
| 30 november 2021 | Tisdag   | Fjärde partiet   |
| 1 december 2021  | Onsdag   | Femte partiet    |
| 2 december 2021  | Torsdag  | Vilodag          |
| 3 december 2021  | Fredag   | Sjätte partiet   |
| 4 december 2021  | Lördag   | Sjunde partiet   |
| 5 december 2021  | Söndag   | Åttonde partiet  |

| Datum            | Veckodag | Händelse                             |
| ---------------- | -------- | ------------------------------------ |
| 6 december 2021  | Måndag   | Vilodag                              |
| 7 december 2021  | Tisdag   | Nionde partiet                       |
| 8 december 2021  | Onsdag   | Tionde partiet                       |
| 9 december 2021  | Torsdag  | Vilodag                              |
| 10 december 2021 | Fredag   | Elfte partiet                        |
| 11 december 2021 | Lördag   | Tolfte partiet                       |
| 12 december 2021 | Söndag   | Trettonde partiet                    |
| 13 december 2021 | Måndag   | Vilodag                              |
| 14 december 2021 | Tisdag   | Fjortonde partiet                    |
| 15 december 2021 | Onsdag   | Tie-breaks eller avslutningsceremoni |
| 16 december 2021 | Torsdag  | Avslutningsceremoni om tie-breaks    |

## Resultat
| Namn               | Rating | Parti | Parti | Parti | Parti | Parti | Parti | Parti | Parti | Parti | Parti | Parti | Parti | Parti | Parti | Poäng |
| Namn               | Rating | 1     | 2     | 3     | 4     | 5     | 6     | 7     | 8     | 9     | 10    | 11    | 12    | 13    | 14    | Poäng |
| ------------------ | ------ | ----- | ----- | ----- | ----- | ----- | ----- | ----- | ----- | ----- | ----- | ----- | ----- | ----- | ----- | ----- |
| Magnus Carlsen     | 2855   | ½     | ½     | ½     | ½     | ½     | 1     | ½     | 1     | 1     | ½     | 1     |       |       |       | 7½    |
| Jan Nepomnjasjtjij | 2782   | ½     | ½     | ½     | ½     | ½     | 0     | ½     | 0     | 0     | ½     | 0     |       |       |       | 3½    |

## Partier
Parti 1: I ett spanskt parti avböjde Nepomnjasjtjij (med de vita pjäserna) att gå in i Marshallangreppet varpå Carlsen svarade med ett ovanligt bondeoffer i åttonde draget (8…Sa5). Som kompensation fick han löparparet och bra pjässpel. Båda spelarna var väl förberedda och spelade de, enligt datorerna, bästa dragen. Efter diverse manövrerande fick Carlsen ett litet initiativ och vann tillbaka bonden i 36:e draget, men Nepomnjasjtjij var aldrig i någon riktig fara och partiet slutade remi genom dragupprepning efter 45 drag.
Parti 2: För andra partiet i rad överraskade Carlsen med ett bondeoffer i öppningen, den här gången som vit i ett katalanskt parti. Det följde ett intressant, svårspelat mittspel där båda sidor gjorde små misstag. Nepomnjasjtjij hade ett tag vissa vinstchanser men partiet mynnade ut i ett tornslutspel där Carlsen hade merbonde men där Nepomnjasjtjij inte hade några direkta problem. Spelarna enades om remi efter 58 drag.
Parti 3: Det tredje partiet blev mindre händelserikt än de två tidigare. Det följde till en början det första partiet men Nepomnjasjtjij valde en annan anti-Marshallvariant med 8.a4. Spelarna fortsatte korrekt utan att ta några stora risker. Efter avbyten av de flesta pjäserna i mittspelet gick partiet in i ett slutspel där ingen sida hade några reella vinstchanser. Partiet togs remi efter 41 drag.
Parti 4: På sin födelsedag (30 november) bytte Carlsen öppningsdrag från 1.d4 till 1.e4. Nepomnjasjtjij valde ryskt parti och spelet följde till en början kända linjer. I 18:e draget introducerade Carlsen en nyhet (18.Sh4) som gav honom ett visst initiativ men Nepomnjasjtjij försvarade sig aktivt med hjälp av en fribonde på a-linjen. Carlsen kunde inte hitta någon vinstfortsättning utan valde att ta ut remischackar efter 33 drag.
Parti 5: Liksom de första och tredje partierna blev det en anti-Marshallvariant i spanskt parti. Nepomnjasjtjij fick för första gången en fördel efter öppningen och pressade, dock utan att ta några stora risker. Carlsen försvarade sig passivt men solitt. Partiet slutade remi efter 43 drag.
|   | a | b | c | d | e | f | g | h |   |
| 8 | d8 svart kung · f7 vit torn · g7 vit springare · e6 vit bonde · f5 vit bonde · h4 vit kung · g1 svart drottning | d8 svart kung · f7 vit torn · g7 vit springare · e6 vit bonde · f5 vit bonde · h4 vit kung · g1 svart drottning | d8 svart kung · f7 vit torn · g7 vit springare · e6 vit bonde · f5 vit bonde · h4 vit kung · g1 svart drottning | d8 svart kung · f7 vit torn · g7 vit springare · e6 vit bonde · f5 vit bonde · h4 vit kung · g1 svart drottning | d8 svart kung · f7 vit torn · g7 vit springare · e6 vit bonde · f5 vit bonde · h4 vit kung · g1 svart drottning | d8 svart kung · f7 vit torn · g7 vit springare · e6 vit bonde · f5 vit bonde · h4 vit kung · g1 svart drottning | d8 svart kung · f7 vit torn · g7 vit springare · e6 vit bonde · f5 vit bonde · h4 vit kung · g1 svart drottning | d8 svart kung · f7 vit torn · g7 vit springare · e6 vit bonde · f5 vit bonde · h4 vit kung · g1 svart drottning | 8 |
| 7 | d8 svart kung · f7 vit torn · g7 vit springare · e6 vit bonde · f5 vit bonde · h4 vit kung · g1 svart drottning | d8 svart kung · f7 vit torn · g7 vit springare · e6 vit bonde · f5 vit bonde · h4 vit kung · g1 svart drottning | d8 svart kung · f7 vit torn · g7 vit springare · e6 vit bonde · f5 vit bonde · h4 vit kung · g1 svart drottning | d8 svart kung · f7 vit torn · g7 vit springare · e6 vit bonde · f5 vit bonde · h4 vit kung · g1 svart drottning | d8 svart kung · f7 vit torn · g7 vit springare · e6 vit bonde · f5 vit bonde · h4 vit kung · g1 svart drottning | d8 svart kung · f7 vit torn · g7 vit springare · e6 vit bonde · f5 vit bonde · h4 vit kung · g1 svart drottning | d8 svart kung · f7 vit torn · g7 vit springare · e6 vit bonde · f5 vit bonde · h4 vit kung · g1 svart drottning | d8 svart kung · f7 vit torn · g7 vit springare · e6 vit bonde · f5 vit bonde · h4 vit kung · g1 svart drottning | 7 |
| 6 | d8 svart kung · f7 vit torn · g7 vit springare · e6 vit bonde · f5 vit bonde · h4 vit kung · g1 svart drottning | d8 svart kung · f7 vit torn · g7 vit springare · e6 vit bonde · f5 vit bonde · h4 vit kung · g1 svart drottning | d8 svart kung · f7 vit torn · g7 vit springare · e6 vit bonde · f5 vit bonde · h4 vit kung · g1 svart drottning | d8 svart kung · f7 vit torn · g7 vit springare · e6 vit bonde · f5 vit bonde · h4 vit kung · g1 svart drottning | d8 svart kung · f7 vit torn · g7 vit springare · e6 vit bonde · f5 vit bonde · h4 vit kung · g1 svart drottning | d8 svart kung · f7 vit torn · g7 vit springare · e6 vit bonde · f5 vit bonde · h4 vit kung · g1 svart drottning | d8 svart kung · f7 vit torn · g7 vit springare · e6 vit bonde · f5 vit bonde · h4 vit kung · g1 svart drottning | d8 svart kung · f7 vit torn · g7 vit springare · e6 vit bonde · f5 vit bonde · h4 vit kung · g1 svart drottning | 6 |
| 5 | d8 svart kung · f7 vit torn · g7 vit springare · e6 vit bonde · f5 vit bonde · h4 vit kung · g1 svart drottning | d8 svart kung · f7 vit torn · g7 vit springare · e6 vit bonde · f5 vit bonde · h4 vit kung · g1 svart drottning | d8 svart kung · f7 vit torn · g7 vit springare · e6 vit bonde · f5 vit bonde · h4 vit kung · g1 svart drottning | d8 svart kung · f7 vit torn · g7 vit springare · e6 vit bonde · f5 vit bonde · h4 vit kung · g1 svart drottning | d8 svart kung · f7 vit torn · g7 vit springare · e6 vit bonde · f5 vit bonde · h4 vit kung · g1 svart drottning | d8 svart kung · f7 vit torn · g7 vit springare · e6 vit bonde · f5 vit bonde · h4 vit kung · g1 svart drottning | d8 svart kung · f7 vit torn · g7 vit springare · e6 vit bonde · f5 vit bonde · h4 vit kung · g1 svart drottning | d8 svart kung · f7 vit torn · g7 vit springare · e6 vit bonde · f5 vit bonde · h4 vit kung · g1 svart drottning | 5 |
| 4 | d8 svart kung · f7 vit torn · g7 vit springare · e6 vit bonde · f5 vit bonde · h4 vit kung · g1 svart drottning | d8 svart kung · f7 vit torn · g7 vit springare · e6 vit bonde · f5 vit bonde · h4 vit kung · g1 svart drottning | d8 svart kung · f7 vit torn · g7 vit springare · e6 vit bonde · f5 vit bonde · h4 vit kung · g1 svart drottning | d8 svart kung · f7 vit torn · g7 vit springare · e6 vit bonde · f5 vit bonde · h4 vit kung · g1 svart drottning | d8 svart kung · f7 vit torn · g7 vit springare · e6 vit bonde · f5 vit bonde · h4 vit kung · g1 svart drottning | d8 svart kung · f7 vit torn · g7 vit springare · e6 vit bonde · f5 vit bonde · h4 vit kung · g1 svart drottning | d8 svart kung · f7 vit torn · g7 vit springare · e6 vit bonde · f5 vit bonde · h4 vit kung · g1 svart drottning | d8 svart kung · f7 vit torn · g7 vit springare · e6 vit bonde · f5 vit bonde · h4 vit kung · g1 svart drottning | 4 |
| 3 | d8 svart kung · f7 vit torn · g7 vit springare · e6 vit bonde · f5 vit bonde · h4 vit kung · g1 svart drottning | d8 svart kung · f7 vit torn · g7 vit springare · e6 vit bonde · f5 vit bonde · h4 vit kung · g1 svart drottning | d8 svart kung · f7 vit torn · g7 vit springare · e6 vit bonde · f5 vit bonde · h4 vit kung · g1 svart drottning | d8 svart kung · f7 vit torn · g7 vit springare · e6 vit bonde · f5 vit bonde · h4 vit kung · g1 svart drottning | d8 svart kung · f7 vit torn · g7 vit springare · e6 vit bonde · f5 vit bonde · h4 vit kung · g1 svart drottning | d8 svart kung · f7 vit torn · g7 vit springare · e6 vit bonde · f5 vit bonde · h4 vit kung · g1 svart drottning | d8 svart kung · f7 vit torn · g7 vit springare · e6 vit bonde · f5 vit bonde · h4 vit kung · g1 svart drottning | d8 svart kung · f7 vit torn · g7 vit springare · e6 vit bonde · f5 vit bonde · h4 vit kung · g1 svart drottning | 3 |
| 2 | d8 svart kung · f7 vit torn · g7 vit springare · e6 vit bonde · f5 vit bonde · h4 vit kung · g1 svart drottning | d8 svart kung · f7 vit torn · g7 vit springare · e6 vit bonde · f5 vit bonde · h4 vit kung · g1 svart drottning | d8 svart kung · f7 vit torn · g7 vit springare · e6 vit bonde · f5 vit bonde · h4 vit kung · g1 svart drottning | d8 svart kung · f7 vit torn · g7 vit springare · e6 vit bonde · f5 vit bonde · h4 vit kung · g1 svart drottning | d8 svart kung · f7 vit torn · g7 vit springare · e6 vit bonde · f5 vit bonde · h4 vit kung · g1 svart drottning | d8 svart kung · f7 vit torn · g7 vit springare · e6 vit bonde · f5 vit bonde · h4 vit kung · g1 svart drottning | d8 svart kung · f7 vit torn · g7 vit springare · e6 vit bonde · f5 vit bonde · h4 vit kung · g1 svart drottning | d8 svart kung · f7 vit torn · g7 vit springare · e6 vit bonde · f5 vit bonde · h4 vit kung · g1 svart drottning | 2 |
| 1 | d8 svart kung · f7 vit torn · g7 vit springare · e6 vit bonde · f5 vit bonde · h4 vit kung · g1 svart drottning | d8 svart kung · f7 vit torn · g7 vit springare · e6 vit bonde · f5 vit bonde · h4 vit kung · g1 svart drottning | d8 svart kung · f7 vit torn · g7 vit springare · e6 vit bonde · f5 vit bonde · h4 vit kung · g1 svart drottning | d8 svart kung · f7 vit torn · g7 vit springare · e6 vit bonde · f5 vit bonde · h4 vit kung · g1 svart drottning | d8 svart kung · f7 vit torn · g7 vit springare · e6 vit bonde · f5 vit bonde · h4 vit kung · g1 svart drottning | d8 svart kung · f7 vit torn · g7 vit springare · e6 vit bonde · f5 vit bonde · h4 vit kung · g1 svart drottning | d8 svart kung · f7 vit torn · g7 vit springare · e6 vit bonde · f5 vit bonde · h4 vit kung · g1 svart drottning | d8 svart kung · f7 vit torn · g7 vit springare · e6 vit bonde · f5 vit bonde · h4 vit kung · g1 svart drottning | 1 |
|   | a | b | c | d | e | f | g | h |   |

Parti 6: I det sjätte partiet bröts slutligen raden av remier när Carlsen vann ett maratonparti efter 136 drag och nästan 8 timmars spel. Det var det längsta partiet någonsin i en VM-match. 
Carlsen använde en ovanlig öppning som påminner om katalanskt parti. Han var bättre förberedd men Nepomnjasjtjij fann de bästa dragen i kritiska ställningar och utjämnade spelet. Ryssen valde sen att gå in i ett obalanserat slutspel där han hade dam mot två torn. Slutspelet bjöd på ömsesidiga chanser där framför allt Carlsen råkade i tidsnöd och missade ett tillfälle att avgöra partiet. Båda spelarna gjorde sina fyrtionde drag med bara sekunder på klockan. Efter att ha klarat tidskontrollen lyckades Carlsen sedan, efter tålmodigt manövrerande, till slut vinna partiet. Se diagram 1 för slutställningen. Svart gav upp eftersom vits kung kan söka skydd för damschackarna på fältet g8. Svart kan sen inte hindra e-bonden från att avancera. Notera också hur väl vits pjäser stöder varandra.
Detta blev Carlsens första vinst i ett ordinarie VM-parti sedan matchen mot Sergej Karjakin 2016.
Parti 7: Efter urladdningen dagen innan blev det en ganska händelselös remi. Det var återigen ett spanskt parti som inledningsvis följde det femte partiet. Med omsorgsfullt spel neutraliserade Carlsen vits terrängfördel. Efter omfattande avbyten runt drag 25 var partiet i praktiken över men eftersom spelarna inte får bjuda remi innan 40 drag är spelade höll partiet på i 41 drag.
Parti 8: Två spelare som båda verkade trötta spelade upp ett ryskt parti, där Carlsen valde 7.Sd2. Svart valde i tionde draget att förstöra rockaden med 10...Kf8 i stället för det remiartade 10...De7. Därefter gjorde svart flera mindre precisa drag. I det tjugoförsta draget gjorde Nepomnjasjtjij ett avgörande misstag, med 21...b5, som förlorade bonde och gav vit angrepp. Svart gav upp efter 46 drag.
|   | a | b | c | d | e | f | g | h |   |
| 8 | d8 svart torn · e8 svart löpare · g8 svart kung · b7 vit löpare · c7 svart bonde · f7 svart bonde · g7 svart bonde · e6 svart bonde · c5 vit bonde · e5 vit bonde · h5 svart bonde · a4 svart torn · g4 svart springare · h4 vit bonde · b3 vit springare · g3 vit bonde · a2 vit bonde · f2 vit bonde · a1 vit torn · e1 vit torn · g1 vit kung | d8 svart torn · e8 svart löpare · g8 svart kung · b7 vit löpare · c7 svart bonde · f7 svart bonde · g7 svart bonde · e6 svart bonde · c5 vit bonde · e5 vit bonde · h5 svart bonde · a4 svart torn · g4 svart springare · h4 vit bonde · b3 vit springare · g3 vit bonde · a2 vit bonde · f2 vit bonde · a1 vit torn · e1 vit torn · g1 vit kung | d8 svart torn · e8 svart löpare · g8 svart kung · b7 vit löpare · c7 svart bonde · f7 svart bonde · g7 svart bonde · e6 svart bonde · c5 vit bonde · e5 vit bonde · h5 svart bonde · a4 svart torn · g4 svart springare · h4 vit bonde · b3 vit springare · g3 vit bonde · a2 vit bonde · f2 vit bonde · a1 vit torn · e1 vit torn · g1 vit kung | d8 svart torn · e8 svart löpare · g8 svart kung · b7 vit löpare · c7 svart bonde · f7 svart bonde · g7 svart bonde · e6 svart bonde · c5 vit bonde · e5 vit bonde · h5 svart bonde · a4 svart torn · g4 svart springare · h4 vit bonde · b3 vit springare · g3 vit bonde · a2 vit bonde · f2 vit bonde · a1 vit torn · e1 vit torn · g1 vit kung | d8 svart torn · e8 svart löpare · g8 svart kung · b7 vit löpare · c7 svart bonde · f7 svart bonde · g7 svart bonde · e6 svart bonde · c5 vit bonde · e5 vit bonde · h5 svart bonde · a4 svart torn · g4 svart springare · h4 vit bonde · b3 vit springare · g3 vit bonde · a2 vit bonde · f2 vit bonde · a1 vit torn · e1 vit torn · g1 vit kung | d8 svart torn · e8 svart löpare · g8 svart kung · b7 vit löpare · c7 svart bonde · f7 svart bonde · g7 svart bonde · e6 svart bonde · c5 vit bonde · e5 vit bonde · h5 svart bonde · a4 svart torn · g4 svart springare · h4 vit bonde · b3 vit springare · g3 vit bonde · a2 vit bonde · f2 vit bonde · a1 vit torn · e1 vit torn · g1 vit kung | d8 svart torn · e8 svart löpare · g8 svart kung · b7 vit löpare · c7 svart bonde · f7 svart bonde · g7 svart bonde · e6 svart bonde · c5 vit bonde · e5 vit bonde · h5 svart bonde · a4 svart torn · g4 svart springare · h4 vit bonde · b3 vit springare · g3 vit bonde · a2 vit bonde · f2 vit bonde · a1 vit torn · e1 vit torn · g1 vit kung | d8 svart torn · e8 svart löpare · g8 svart kung · b7 vit löpare · c7 svart bonde · f7 svart bonde · g7 svart bonde · e6 svart bonde · c5 vit bonde · e5 vit bonde · h5 svart bonde · a4 svart torn · g4 svart springare · h4 vit bonde · b3 vit springare · g3 vit bonde · a2 vit bonde · f2 vit bonde · a1 vit torn · e1 vit torn · g1 vit kung | 8 |
| 7 | d8 svart torn · e8 svart löpare · g8 svart kung · b7 vit löpare · c7 svart bonde · f7 svart bonde · g7 svart bonde · e6 svart bonde · c5 vit bonde · e5 vit bonde · h5 svart bonde · a4 svart torn · g4 svart springare · h4 vit bonde · b3 vit springare · g3 vit bonde · a2 vit bonde · f2 vit bonde · a1 vit torn · e1 vit torn · g1 vit kung | d8 svart torn · e8 svart löpare · g8 svart kung · b7 vit löpare · c7 svart bonde · f7 svart bonde · g7 svart bonde · e6 svart bonde · c5 vit bonde · e5 vit bonde · h5 svart bonde · a4 svart torn · g4 svart springare · h4 vit bonde · b3 vit springare · g3 vit bonde · a2 vit bonde · f2 vit bonde · a1 vit torn · e1 vit torn · g1 vit kung | d8 svart torn · e8 svart löpare · g8 svart kung · b7 vit löpare · c7 svart bonde · f7 svart bonde · g7 svart bonde · e6 svart bonde · c5 vit bonde · e5 vit bonde · h5 svart bonde · a4 svart torn · g4 svart springare · h4 vit bonde · b3 vit springare · g3 vit bonde · a2 vit bonde · f2 vit bonde · a1 vit torn · e1 vit torn · g1 vit kung | d8 svart torn · e8 svart löpare · g8 svart kung · b7 vit löpare · c7 svart bonde · f7 svart bonde · g7 svart bonde · e6 svart bonde · c5 vit bonde · e5 vit bonde · h5 svart bonde · a4 svart torn · g4 svart springare · h4 vit bonde · b3 vit springare · g3 vit bonde · a2 vit bonde · f2 vit bonde · a1 vit torn · e1 vit torn · g1 vit kung | d8 svart torn · e8 svart löpare · g8 svart kung · b7 vit löpare · c7 svart bonde · f7 svart bonde · g7 svart bonde · e6 svart bonde · c5 vit bonde · e5 vit bonde · h5 svart bonde · a4 svart torn · g4 svart springare · h4 vit bonde · b3 vit springare · g3 vit bonde · a2 vit bonde · f2 vit bonde · a1 vit torn · e1 vit torn · g1 vit kung | d8 svart torn · e8 svart löpare · g8 svart kung · b7 vit löpare · c7 svart bonde · f7 svart bonde · g7 svart bonde · e6 svart bonde · c5 vit bonde · e5 vit bonde · h5 svart bonde · a4 svart torn · g4 svart springare · h4 vit bonde · b3 vit springare · g3 vit bonde · a2 vit bonde · f2 vit bonde · a1 vit torn · e1 vit torn · g1 vit kung | d8 svart torn · e8 svart löpare · g8 svart kung · b7 vit löpare · c7 svart bonde · f7 svart bonde · g7 svart bonde · e6 svart bonde · c5 vit bonde · e5 vit bonde · h5 svart bonde · a4 svart torn · g4 svart springare · h4 vit bonde · b3 vit springare · g3 vit bonde · a2 vit bonde · f2 vit bonde · a1 vit torn · e1 vit torn · g1 vit kung | d8 svart torn · e8 svart löpare · g8 svart kung · b7 vit löpare · c7 svart bonde · f7 svart bonde · g7 svart bonde · e6 svart bonde · c5 vit bonde · e5 vit bonde · h5 svart bonde · a4 svart torn · g4 svart springare · h4 vit bonde · b3 vit springare · g3 vit bonde · a2 vit bonde · f2 vit bonde · a1 vit torn · e1 vit torn · g1 vit kung | 7 |
| 6 | d8 svart torn · e8 svart löpare · g8 svart kung · b7 vit löpare · c7 svart bonde · f7 svart bonde · g7 svart bonde · e6 svart bonde · c5 vit bonde · e5 vit bonde · h5 svart bonde · a4 svart torn · g4 svart springare · h4 vit bonde · b3 vit springare · g3 vit bonde · a2 vit bonde · f2 vit bonde · a1 vit torn · e1 vit torn · g1 vit kung | d8 svart torn · e8 svart löpare · g8 svart kung · b7 vit löpare · c7 svart bonde · f7 svart bonde · g7 svart bonde · e6 svart bonde · c5 vit bonde · e5 vit bonde · h5 svart bonde · a4 svart torn · g4 svart springare · h4 vit bonde · b3 vit springare · g3 vit bonde · a2 vit bonde · f2 vit bonde · a1 vit torn · e1 vit torn · g1 vit kung | d8 svart torn · e8 svart löpare · g8 svart kung · b7 vit löpare · c7 svart bonde · f7 svart bonde · g7 svart bonde · e6 svart bonde · c5 vit bonde · e5 vit bonde · h5 svart bonde · a4 svart torn · g4 svart springare · h4 vit bonde · b3 vit springare · g3 vit bonde · a2 vit bonde · f2 vit bonde · a1 vit torn · e1 vit torn · g1 vit kung | d8 svart torn · e8 svart löpare · g8 svart kung · b7 vit löpare · c7 svart bonde · f7 svart bonde · g7 svart bonde · e6 svart bonde · c5 vit bonde · e5 vit bonde · h5 svart bonde · a4 svart torn · g4 svart springare · h4 vit bonde · b3 vit springare · g3 vit bonde · a2 vit bonde · f2 vit bonde · a1 vit torn · e1 vit torn · g1 vit kung | d8 svart torn · e8 svart löpare · g8 svart kung · b7 vit löpare · c7 svart bonde · f7 svart bonde · g7 svart bonde · e6 svart bonde · c5 vit bonde · e5 vit bonde · h5 svart bonde · a4 svart torn · g4 svart springare · h4 vit bonde · b3 vit springare · g3 vit bonde · a2 vit bonde · f2 vit bonde · a1 vit torn · e1 vit torn · g1 vit kung | d8 svart torn · e8 svart löpare · g8 svart kung · b7 vit löpare · c7 svart bonde · f7 svart bonde · g7 svart bonde · e6 svart bonde · c5 vit bonde · e5 vit bonde · h5 svart bonde · a4 svart torn · g4 svart springare · h4 vit bonde · b3 vit springare · g3 vit bonde · a2 vit bonde · f2 vit bonde · a1 vit torn · e1 vit torn · g1 vit kung | d8 svart torn · e8 svart löpare · g8 svart kung · b7 vit löpare · c7 svart bonde · f7 svart bonde · g7 svart bonde · e6 svart bonde · c5 vit bonde · e5 vit bonde · h5 svart bonde · a4 svart torn · g4 svart springare · h4 vit bonde · b3 vit springare · g3 vit bonde · a2 vit bonde · f2 vit bonde · a1 vit torn · e1 vit torn · g1 vit kung | d8 svart torn · e8 svart löpare · g8 svart kung · b7 vit löpare · c7 svart bonde · f7 svart bonde · g7 svart bonde · e6 svart bonde · c5 vit bonde · e5 vit bonde · h5 svart bonde · a4 svart torn · g4 svart springare · h4 vit bonde · b3 vit springare · g3 vit bonde · a2 vit bonde · f2 vit bonde · a1 vit torn · e1 vit torn · g1 vit kung | 6 |
| 5 | d8 svart torn · e8 svart löpare · g8 svart kung · b7 vit löpare · c7 svart bonde · f7 svart bonde · g7 svart bonde · e6 svart bonde · c5 vit bonde · e5 vit bonde · h5 svart bonde · a4 svart torn · g4 svart springare · h4 vit bonde · b3 vit springare · g3 vit bonde · a2 vit bonde · f2 vit bonde · a1 vit torn · e1 vit torn · g1 vit kung | d8 svart torn · e8 svart löpare · g8 svart kung · b7 vit löpare · c7 svart bonde · f7 svart bonde · g7 svart bonde · e6 svart bonde · c5 vit bonde · e5 vit bonde · h5 svart bonde · a4 svart torn · g4 svart springare · h4 vit bonde · b3 vit springare · g3 vit bonde · a2 vit bonde · f2 vit bonde · a1 vit torn · e1 vit torn · g1 vit kung | d8 svart torn · e8 svart löpare · g8 svart kung · b7 vit löpare · c7 svart bonde · f7 svart bonde · g7 svart bonde · e6 svart bonde · c5 vit bonde · e5 vit bonde · h5 svart bonde · a4 svart torn · g4 svart springare · h4 vit bonde · b3 vit springare · g3 vit bonde · a2 vit bonde · f2 vit bonde · a1 vit torn · e1 vit torn · g1 vit kung | d8 svart torn · e8 svart löpare · g8 svart kung · b7 vit löpare · c7 svart bonde · f7 svart bonde · g7 svart bonde · e6 svart bonde · c5 vit bonde · e5 vit bonde · h5 svart bonde · a4 svart torn · g4 svart springare · h4 vit bonde · b3 vit springare · g3 vit bonde · a2 vit bonde · f2 vit bonde · a1 vit torn · e1 vit torn · g1 vit kung | d8 svart torn · e8 svart löpare · g8 svart kung · b7 vit löpare · c7 svart bonde · f7 svart bonde · g7 svart bonde · e6 svart bonde · c5 vit bonde · e5 vit bonde · h5 svart bonde · a4 svart torn · g4 svart springare · h4 vit bonde · b3 vit springare · g3 vit bonde · a2 vit bonde · f2 vit bonde · a1 vit torn · e1 vit torn · g1 vit kung | d8 svart torn · e8 svart löpare · g8 svart kung · b7 vit löpare · c7 svart bonde · f7 svart bonde · g7 svart bonde · e6 svart bonde · c5 vit bonde · e5 vit bonde · h5 svart bonde · a4 svart torn · g4 svart springare · h4 vit bonde · b3 vit springare · g3 vit bonde · a2 vit bonde · f2 vit bonde · a1 vit torn · e1 vit torn · g1 vit kung | d8 svart torn · e8 svart löpare · g8 svart kung · b7 vit löpare · c7 svart bonde · f7 svart bonde · g7 svart bonde · e6 svart bonde · c5 vit bonde · e5 vit bonde · h5 svart bonde · a4 svart torn · g4 svart springare · h4 vit bonde · b3 vit springare · g3 vit bonde · a2 vit bonde · f2 vit bonde · a1 vit torn · e1 vit torn · g1 vit kung | d8 svart torn · e8 svart löpare · g8 svart kung · b7 vit löpare · c7 svart bonde · f7 svart bonde · g7 svart bonde · e6 svart bonde · c5 vit bonde · e5 vit bonde · h5 svart bonde · a4 svart torn · g4 svart springare · h4 vit bonde · b3 vit springare · g3 vit bonde · a2 vit bonde · f2 vit bonde · a1 vit torn · e1 vit torn · g1 vit kung | 5 |
| 4 | d8 svart torn · e8 svart löpare · g8 svart kung · b7 vit löpare · c7 svart bonde · f7 svart bonde · g7 svart bonde · e6 svart bonde · c5 vit bonde · e5 vit bonde · h5 svart bonde · a4 svart torn · g4 svart springare · h4 vit bonde · b3 vit springare · g3 vit bonde · a2 vit bonde · f2 vit bonde · a1 vit torn · e1 vit torn · g1 vit kung | d8 svart torn · e8 svart löpare · g8 svart kung · b7 vit löpare · c7 svart bonde · f7 svart bonde · g7 svart bonde · e6 svart bonde · c5 vit bonde · e5 vit bonde · h5 svart bonde · a4 svart torn · g4 svart springare · h4 vit bonde · b3 vit springare · g3 vit bonde · a2 vit bonde · f2 vit bonde · a1 vit torn · e1 vit torn · g1 vit kung | d8 svart torn · e8 svart löpare · g8 svart kung · b7 vit löpare · c7 svart bonde · f7 svart bonde · g7 svart bonde · e6 svart bonde · c5 vit bonde · e5 vit bonde · h5 svart bonde · a4 svart torn · g4 svart springare · h4 vit bonde · b3 vit springare · g3 vit bonde · a2 vit bonde · f2 vit bonde · a1 vit torn · e1 vit torn · g1 vit kung | d8 svart torn · e8 svart löpare · g8 svart kung · b7 vit löpare · c7 svart bonde · f7 svart bonde · g7 svart bonde · e6 svart bonde · c5 vit bonde · e5 vit bonde · h5 svart bonde · a4 svart torn · g4 svart springare · h4 vit bonde · b3 vit springare · g3 vit bonde · a2 vit bonde · f2 vit bonde · a1 vit torn · e1 vit torn · g1 vit kung | d8 svart torn · e8 svart löpare · g8 svart kung · b7 vit löpare · c7 svart bonde · f7 svart bonde · g7 svart bonde · e6 svart bonde · c5 vit bonde · e5 vit bonde · h5 svart bonde · a4 svart torn · g4 svart springare · h4 vit bonde · b3 vit springare · g3 vit bonde · a2 vit bonde · f2 vit bonde · a1 vit torn · e1 vit torn · g1 vit kung | d8 svart torn · e8 svart löpare · g8 svart kung · b7 vit löpare · c7 svart bonde · f7 svart bonde · g7 svart bonde · e6 svart bonde · c5 vit bonde · e5 vit bonde · h5 svart bonde · a4 svart torn · g4 svart springare · h4 vit bonde · b3 vit springare · g3 vit bonde · a2 vit bonde · f2 vit bonde · a1 vit torn · e1 vit torn · g1 vit kung | d8 svart torn · e8 svart löpare · g8 svart kung · b7 vit löpare · c7 svart bonde · f7 svart bonde · g7 svart bonde · e6 svart bonde · c5 vit bonde · e5 vit bonde · h5 svart bonde · a4 svart torn · g4 svart springare · h4 vit bonde · b3 vit springare · g3 vit bonde · a2 vit bonde · f2 vit bonde · a1 vit torn · e1 vit torn · g1 vit kung | d8 svart torn · e8 svart löpare · g8 svart kung · b7 vit löpare · c7 svart bonde · f7 svart bonde · g7 svart bonde · e6 svart bonde · c5 vit bonde · e5 vit bonde · h5 svart bonde · a4 svart torn · g4 svart springare · h4 vit bonde · b3 vit springare · g3 vit bonde · a2 vit bonde · f2 vit bonde · a1 vit torn · e1 vit torn · g1 vit kung | 4 |
| 3 | d8 svart torn · e8 svart löpare · g8 svart kung · b7 vit löpare · c7 svart bonde · f7 svart bonde · g7 svart bonde · e6 svart bonde · c5 vit bonde · e5 vit bonde · h5 svart bonde · a4 svart torn · g4 svart springare · h4 vit bonde · b3 vit springare · g3 vit bonde · a2 vit bonde · f2 vit bonde · a1 vit torn · e1 vit torn · g1 vit kung | d8 svart torn · e8 svart löpare · g8 svart kung · b7 vit löpare · c7 svart bonde · f7 svart bonde · g7 svart bonde · e6 svart bonde · c5 vit bonde · e5 vit bonde · h5 svart bonde · a4 svart torn · g4 svart springare · h4 vit bonde · b3 vit springare · g3 vit bonde · a2 vit bonde · f2 vit bonde · a1 vit torn · e1 vit torn · g1 vit kung | d8 svart torn · e8 svart löpare · g8 svart kung · b7 vit löpare · c7 svart bonde · f7 svart bonde · g7 svart bonde · e6 svart bonde · c5 vit bonde · e5 vit bonde · h5 svart bonde · a4 svart torn · g4 svart springare · h4 vit bonde · b3 vit springare · g3 vit bonde · a2 vit bonde · f2 vit bonde · a1 vit torn · e1 vit torn · g1 vit kung | d8 svart torn · e8 svart löpare · g8 svart kung · b7 vit löpare · c7 svart bonde · f7 svart bonde · g7 svart bonde · e6 svart bonde · c5 vit bonde · e5 vit bonde · h5 svart bonde · a4 svart torn · g4 svart springare · h4 vit bonde · b3 vit springare · g3 vit bonde · a2 vit bonde · f2 vit bonde · a1 vit torn · e1 vit torn · g1 vit kung | d8 svart torn · e8 svart löpare · g8 svart kung · b7 vit löpare · c7 svart bonde · f7 svart bonde · g7 svart bonde · e6 svart bonde · c5 vit bonde · e5 vit bonde · h5 svart bonde · a4 svart torn · g4 svart springare · h4 vit bonde · b3 vit springare · g3 vit bonde · a2 vit bonde · f2 vit bonde · a1 vit torn · e1 vit torn · g1 vit kung | d8 svart torn · e8 svart löpare · g8 svart kung · b7 vit löpare · c7 svart bonde · f7 svart bonde · g7 svart bonde · e6 svart bonde · c5 vit bonde · e5 vit bonde · h5 svart bonde · a4 svart torn · g4 svart springare · h4 vit bonde · b3 vit springare · g3 vit bonde · a2 vit bonde · f2 vit bonde · a1 vit torn · e1 vit torn · g1 vit kung | d8 svart torn · e8 svart löpare · g8 svart kung · b7 vit löpare · c7 svart bonde · f7 svart bonde · g7 svart bonde · e6 svart bonde · c5 vit bonde · e5 vit bonde · h5 svart bonde · a4 svart torn · g4 svart springare · h4 vit bonde · b3 vit springare · g3 vit bonde · a2 vit bonde · f2 vit bonde · a1 vit torn · e1 vit torn · g1 vit kung | d8 svart torn · e8 svart löpare · g8 svart kung · b7 vit löpare · c7 svart bonde · f7 svart bonde · g7 svart bonde · e6 svart bonde · c5 vit bonde · e5 vit bonde · h5 svart bonde · a4 svart torn · g4 svart springare · h4 vit bonde · b3 vit springare · g3 vit bonde · a2 vit bonde · f2 vit bonde · a1 vit torn · e1 vit torn · g1 vit kung | 3 |
| 2 | d8 svart torn · e8 svart löpare · g8 svart kung · b7 vit löpare · c7 svart bonde · f7 svart bonde · g7 svart bonde · e6 svart bonde · c5 vit bonde · e5 vit bonde · h5 svart bonde · a4 svart torn · g4 svart springare · h4 vit bonde · b3 vit springare · g3 vit bonde · a2 vit bonde · f2 vit bonde · a1 vit torn · e1 vit torn · g1 vit kung | d8 svart torn · e8 svart löpare · g8 svart kung · b7 vit löpare · c7 svart bonde · f7 svart bonde · g7 svart bonde · e6 svart bonde · c5 vit bonde · e5 vit bonde · h5 svart bonde · a4 svart torn · g4 svart springare · h4 vit bonde · b3 vit springare · g3 vit bonde · a2 vit bonde · f2 vit bonde · a1 vit torn · e1 vit torn · g1 vit kung | d8 svart torn · e8 svart löpare · g8 svart kung · b7 vit löpare · c7 svart bonde · f7 svart bonde · g7 svart bonde · e6 svart bonde · c5 vit bonde · e5 vit bonde · h5 svart bonde · a4 svart torn · g4 svart springare · h4 vit bonde · b3 vit springare · g3 vit bonde · a2 vit bonde · f2 vit bonde · a1 vit torn · e1 vit torn · g1 vit kung | d8 svart torn · e8 svart löpare · g8 svart kung · b7 vit löpare · c7 svart bonde · f7 svart bonde · g7 svart bonde · e6 svart bonde · c5 vit bonde · e5 vit bonde · h5 svart bonde · a4 svart torn · g4 svart springare · h4 vit bonde · b3 vit springare · g3 vit bonde · a2 vit bonde · f2 vit bonde · a1 vit torn · e1 vit torn · g1 vit kung | d8 svart torn · e8 svart löpare · g8 svart kung · b7 vit löpare · c7 svart bonde · f7 svart bonde · g7 svart bonde · e6 svart bonde · c5 vit bonde · e5 vit bonde · h5 svart bonde · a4 svart torn · g4 svart springare · h4 vit bonde · b3 vit springare · g3 vit bonde · a2 vit bonde · f2 vit bonde · a1 vit torn · e1 vit torn · g1 vit kung | d8 svart torn · e8 svart löpare · g8 svart kung · b7 vit löpare · c7 svart bonde · f7 svart bonde · g7 svart bonde · e6 svart bonde · c5 vit bonde · e5 vit bonde · h5 svart bonde · a4 svart torn · g4 svart springare · h4 vit bonde · b3 vit springare · g3 vit bonde · a2 vit bonde · f2 vit bonde · a1 vit torn · e1 vit torn · g1 vit kung | d8 svart torn · e8 svart löpare · g8 svart kung · b7 vit löpare · c7 svart bonde · f7 svart bonde · g7 svart bonde · e6 svart bonde · c5 vit bonde · e5 vit bonde · h5 svart bonde · a4 svart torn · g4 svart springare · h4 vit bonde · b3 vit springare · g3 vit bonde · a2 vit bonde · f2 vit bonde · a1 vit torn · e1 vit torn · g1 vit kung | d8 svart torn · e8 svart löpare · g8 svart kung · b7 vit löpare · c7 svart bonde · f7 svart bonde · g7 svart bonde · e6 svart bonde · c5 vit bonde · e5 vit bonde · h5 svart bonde · a4 svart torn · g4 svart springare · h4 vit bonde · b3 vit springare · g3 vit bonde · a2 vit bonde · f2 vit bonde · a1 vit torn · e1 vit torn · g1 vit kung | 2 |
| 1 | d8 svart torn · e8 svart löpare · g8 svart kung · b7 vit löpare · c7 svart bonde · f7 svart bonde · g7 svart bonde · e6 svart bonde · c5 vit bonde · e5 vit bonde · h5 svart bonde · a4 svart torn · g4 svart springare · h4 vit bonde · b3 vit springare · g3 vit bonde · a2 vit bonde · f2 vit bonde · a1 vit torn · e1 vit torn · g1 vit kung | d8 svart torn · e8 svart löpare · g8 svart kung · b7 vit löpare · c7 svart bonde · f7 svart bonde · g7 svart bonde · e6 svart bonde · c5 vit bonde · e5 vit bonde · h5 svart bonde · a4 svart torn · g4 svart springare · h4 vit bonde · b3 vit springare · g3 vit bonde · a2 vit bonde · f2 vit bonde · a1 vit torn · e1 vit torn · g1 vit kung | d8 svart torn · e8 svart löpare · g8 svart kung · b7 vit löpare · c7 svart bonde · f7 svart bonde · g7 svart bonde · e6 svart bonde · c5 vit bonde · e5 vit bonde · h5 svart bonde · a4 svart torn · g4 svart springare · h4 vit bonde · b3 vit springare · g3 vit bonde · a2 vit bonde · f2 vit bonde · a1 vit torn · e1 vit torn · g1 vit kung | d8 svart torn · e8 svart löpare · g8 svart kung · b7 vit löpare · c7 svart bonde · f7 svart bonde · g7 svart bonde · e6 svart bonde · c5 vit bonde · e5 vit bonde · h5 svart bonde · a4 svart torn · g4 svart springare · h4 vit bonde · b3 vit springare · g3 vit bonde · a2 vit bonde · f2 vit bonde · a1 vit torn · e1 vit torn · g1 vit kung | d8 svart torn · e8 svart löpare · g8 svart kung · b7 vit löpare · c7 svart bonde · f7 svart bonde · g7 svart bonde · e6 svart bonde · c5 vit bonde · e5 vit bonde · h5 svart bonde · a4 svart torn · g4 svart springare · h4 vit bonde · b3 vit springare · g3 vit bonde · a2 vit bonde · f2 vit bonde · a1 vit torn · e1 vit torn · g1 vit kung | d8 svart torn · e8 svart löpare · g8 svart kung · b7 vit löpare · c7 svart bonde · f7 svart bonde · g7 svart bonde · e6 svart bonde · c5 vit bonde · e5 vit bonde · h5 svart bonde · a4 svart torn · g4 svart springare · h4 vit bonde · b3 vit springare · g3 vit bonde · a2 vit bonde · f2 vit bonde · a1 vit torn · e1 vit torn · g1 vit kung | d8 svart torn · e8 svart löpare · g8 svart kung · b7 vit löpare · c7 svart bonde · f7 svart bonde · g7 svart bonde · e6 svart bonde · c5 vit bonde · e5 vit bonde · h5 svart bonde · a4 svart torn · g4 svart springare · h4 vit bonde · b3 vit springare · g3 vit bonde · a2 vit bonde · f2 vit bonde · a1 vit torn · e1 vit torn · g1 vit kung | d8 svart torn · e8 svart löpare · g8 svart kung · b7 vit löpare · c7 svart bonde · f7 svart bonde · g7 svart bonde · e6 svart bonde · c5 vit bonde · e5 vit bonde · h5 svart bonde · a4 svart torn · g4 svart springare · h4 vit bonde · b3 vit springare · g3 vit bonde · a2 vit bonde · f2 vit bonde · a1 vit torn · e1 vit torn · g1 vit kung | 1 |
|   | a | b | c | d | e | f | g | h |   |

Parti 9: Nepomnjasjtjij öppnade med 1.c4 och spelarna hamnade efter dragomkastningar i Retis spelöppning med en liten spelöppningsfördel för vit. I tjugosjunde draget satte Nepomnjasjtjij bort pjäs genom att stänga in sin vitlöpare. Se diagram 2 för den kritiska ställningen. Efter 27.c5? kunde Carlsen här stänga in vits löpare med 27...c6 och erövra den med tornen ett par drag senare. Expertkommentarorerna trodde att "Nepo" skulle ge upp omedelbart, men efter att ha tillbringat tjugo minuter i sitt vilrum återvände han och spelade vidare. Partiet slutade med vinst för Carlsen efter 39 drag, vilket innebar att regerande världsmästaren kommit i ledning med 6 - 3 i matchpoäng.
Parti 10: Åter stod ryskt parti på programmet, men denna gången utan någon riktig kamp. Carlsen bevakade sin ledning och Nepomnjasjtjij spelade försiktigt efter sina bortsättningar i parti 8 och 9. Ställningen var helt balanserad, men remin dröjde till drag 41, eftersom reglerna i matchen inte tillåter remianbud före första tidskontrollen.
|   | a | b | c | d | e | f | g | h |   |
| 8 | a8 vit kung · f7 svart bonde · g7 svart kung · b6 vit torn · g6 svart bonde · a5 vit bonde · c5 svart drottning · f4 vit bonde · e3 vit bonde | a8 vit kung · f7 svart bonde · g7 svart kung · b6 vit torn · g6 svart bonde · a5 vit bonde · c5 svart drottning · f4 vit bonde · e3 vit bonde | a8 vit kung · f7 svart bonde · g7 svart kung · b6 vit torn · g6 svart bonde · a5 vit bonde · c5 svart drottning · f4 vit bonde · e3 vit bonde | a8 vit kung · f7 svart bonde · g7 svart kung · b6 vit torn · g6 svart bonde · a5 vit bonde · c5 svart drottning · f4 vit bonde · e3 vit bonde | a8 vit kung · f7 svart bonde · g7 svart kung · b6 vit torn · g6 svart bonde · a5 vit bonde · c5 svart drottning · f4 vit bonde · e3 vit bonde | a8 vit kung · f7 svart bonde · g7 svart kung · b6 vit torn · g6 svart bonde · a5 vit bonde · c5 svart drottning · f4 vit bonde · e3 vit bonde | a8 vit kung · f7 svart bonde · g7 svart kung · b6 vit torn · g6 svart bonde · a5 vit bonde · c5 svart drottning · f4 vit bonde · e3 vit bonde | a8 vit kung · f7 svart bonde · g7 svart kung · b6 vit torn · g6 svart bonde · a5 vit bonde · c5 svart drottning · f4 vit bonde · e3 vit bonde | 8 |
| 7 | a8 vit kung · f7 svart bonde · g7 svart kung · b6 vit torn · g6 svart bonde · a5 vit bonde · c5 svart drottning · f4 vit bonde · e3 vit bonde | a8 vit kung · f7 svart bonde · g7 svart kung · b6 vit torn · g6 svart bonde · a5 vit bonde · c5 svart drottning · f4 vit bonde · e3 vit bonde | a8 vit kung · f7 svart bonde · g7 svart kung · b6 vit torn · g6 svart bonde · a5 vit bonde · c5 svart drottning · f4 vit bonde · e3 vit bonde | a8 vit kung · f7 svart bonde · g7 svart kung · b6 vit torn · g6 svart bonde · a5 vit bonde · c5 svart drottning · f4 vit bonde · e3 vit bonde | a8 vit kung · f7 svart bonde · g7 svart kung · b6 vit torn · g6 svart bonde · a5 vit bonde · c5 svart drottning · f4 vit bonde · e3 vit bonde | a8 vit kung · f7 svart bonde · g7 svart kung · b6 vit torn · g6 svart bonde · a5 vit bonde · c5 svart drottning · f4 vit bonde · e3 vit bonde | a8 vit kung · f7 svart bonde · g7 svart kung · b6 vit torn · g6 svart bonde · a5 vit bonde · c5 svart drottning · f4 vit bonde · e3 vit bonde | a8 vit kung · f7 svart bonde · g7 svart kung · b6 vit torn · g6 svart bonde · a5 vit bonde · c5 svart drottning · f4 vit bonde · e3 vit bonde | 7 |
| 6 | a8 vit kung · f7 svart bonde · g7 svart kung · b6 vit torn · g6 svart bonde · a5 vit bonde · c5 svart drottning · f4 vit bonde · e3 vit bonde | a8 vit kung · f7 svart bonde · g7 svart kung · b6 vit torn · g6 svart bonde · a5 vit bonde · c5 svart drottning · f4 vit bonde · e3 vit bonde | a8 vit kung · f7 svart bonde · g7 svart kung · b6 vit torn · g6 svart bonde · a5 vit bonde · c5 svart drottning · f4 vit bonde · e3 vit bonde | a8 vit kung · f7 svart bonde · g7 svart kung · b6 vit torn · g6 svart bonde · a5 vit bonde · c5 svart drottning · f4 vit bonde · e3 vit bonde | a8 vit kung · f7 svart bonde · g7 svart kung · b6 vit torn · g6 svart bonde · a5 vit bonde · c5 svart drottning · f4 vit bonde · e3 vit bonde | a8 vit kung · f7 svart bonde · g7 svart kung · b6 vit torn · g6 svart bonde · a5 vit bonde · c5 svart drottning · f4 vit bonde · e3 vit bonde | a8 vit kung · f7 svart bonde · g7 svart kung · b6 vit torn · g6 svart bonde · a5 vit bonde · c5 svart drottning · f4 vit bonde · e3 vit bonde | a8 vit kung · f7 svart bonde · g7 svart kung · b6 vit torn · g6 svart bonde · a5 vit bonde · c5 svart drottning · f4 vit bonde · e3 vit bonde | 6 |
| 5 | a8 vit kung · f7 svart bonde · g7 svart kung · b6 vit torn · g6 svart bonde · a5 vit bonde · c5 svart drottning · f4 vit bonde · e3 vit bonde | a8 vit kung · f7 svart bonde · g7 svart kung · b6 vit torn · g6 svart bonde · a5 vit bonde · c5 svart drottning · f4 vit bonde · e3 vit bonde | a8 vit kung · f7 svart bonde · g7 svart kung · b6 vit torn · g6 svart bonde · a5 vit bonde · c5 svart drottning · f4 vit bonde · e3 vit bonde | a8 vit kung · f7 svart bonde · g7 svart kung · b6 vit torn · g6 svart bonde · a5 vit bonde · c5 svart drottning · f4 vit bonde · e3 vit bonde | a8 vit kung · f7 svart bonde · g7 svart kung · b6 vit torn · g6 svart bonde · a5 vit bonde · c5 svart drottning · f4 vit bonde · e3 vit bonde | a8 vit kung · f7 svart bonde · g7 svart kung · b6 vit torn · g6 svart bonde · a5 vit bonde · c5 svart drottning · f4 vit bonde · e3 vit bonde | a8 vit kung · f7 svart bonde · g7 svart kung · b6 vit torn · g6 svart bonde · a5 vit bonde · c5 svart drottning · f4 vit bonde · e3 vit bonde | a8 vit kung · f7 svart bonde · g7 svart kung · b6 vit torn · g6 svart bonde · a5 vit bonde · c5 svart drottning · f4 vit bonde · e3 vit bonde | 5 |
| 4 | a8 vit kung · f7 svart bonde · g7 svart kung · b6 vit torn · g6 svart bonde · a5 vit bonde · c5 svart drottning · f4 vit bonde · e3 vit bonde | a8 vit kung · f7 svart bonde · g7 svart kung · b6 vit torn · g6 svart bonde · a5 vit bonde · c5 svart drottning · f4 vit bonde · e3 vit bonde | a8 vit kung · f7 svart bonde · g7 svart kung · b6 vit torn · g6 svart bonde · a5 vit bonde · c5 svart drottning · f4 vit bonde · e3 vit bonde | a8 vit kung · f7 svart bonde · g7 svart kung · b6 vit torn · g6 svart bonde · a5 vit bonde · c5 svart drottning · f4 vit bonde · e3 vit bonde | a8 vit kung · f7 svart bonde · g7 svart kung · b6 vit torn · g6 svart bonde · a5 vit bonde · c5 svart drottning · f4 vit bonde · e3 vit bonde | a8 vit kung · f7 svart bonde · g7 svart kung · b6 vit torn · g6 svart bonde · a5 vit bonde · c5 svart drottning · f4 vit bonde · e3 vit bonde | a8 vit kung · f7 svart bonde · g7 svart kung · b6 vit torn · g6 svart bonde · a5 vit bonde · c5 svart drottning · f4 vit bonde · e3 vit bonde | a8 vit kung · f7 svart bonde · g7 svart kung · b6 vit torn · g6 svart bonde · a5 vit bonde · c5 svart drottning · f4 vit bonde · e3 vit bonde | 4 |
| 3 | a8 vit kung · f7 svart bonde · g7 svart kung · b6 vit torn · g6 svart bonde · a5 vit bonde · c5 svart drottning · f4 vit bonde · e3 vit bonde | a8 vit kung · f7 svart bonde · g7 svart kung · b6 vit torn · g6 svart bonde · a5 vit bonde · c5 svart drottning · f4 vit bonde · e3 vit bonde | a8 vit kung · f7 svart bonde · g7 svart kung · b6 vit torn · g6 svart bonde · a5 vit bonde · c5 svart drottning · f4 vit bonde · e3 vit bonde | a8 vit kung · f7 svart bonde · g7 svart kung · b6 vit torn · g6 svart bonde · a5 vit bonde · c5 svart drottning · f4 vit bonde · e3 vit bonde | a8 vit kung · f7 svart bonde · g7 svart kung · b6 vit torn · g6 svart bonde · a5 vit bonde · c5 svart drottning · f4 vit bonde · e3 vit bonde | a8 vit kung · f7 svart bonde · g7 svart kung · b6 vit torn · g6 svart bonde · a5 vit bonde · c5 svart drottning · f4 vit bonde · e3 vit bonde | a8 vit kung · f7 svart bonde · g7 svart kung · b6 vit torn · g6 svart bonde · a5 vit bonde · c5 svart drottning · f4 vit bonde · e3 vit bonde | a8 vit kung · f7 svart bonde · g7 svart kung · b6 vit torn · g6 svart bonde · a5 vit bonde · c5 svart drottning · f4 vit bonde · e3 vit bonde | 3 |
| 2 | a8 vit kung · f7 svart bonde · g7 svart kung · b6 vit torn · g6 svart bonde · a5 vit bonde · c5 svart drottning · f4 vit bonde · e3 vit bonde | a8 vit kung · f7 svart bonde · g7 svart kung · b6 vit torn · g6 svart bonde · a5 vit bonde · c5 svart drottning · f4 vit bonde · e3 vit bonde | a8 vit kung · f7 svart bonde · g7 svart kung · b6 vit torn · g6 svart bonde · a5 vit bonde · c5 svart drottning · f4 vit bonde · e3 vit bonde | a8 vit kung · f7 svart bonde · g7 svart kung · b6 vit torn · g6 svart bonde · a5 vit bonde · c5 svart drottning · f4 vit bonde · e3 vit bonde | a8 vit kung · f7 svart bonde · g7 svart kung · b6 vit torn · g6 svart bonde · a5 vit bonde · c5 svart drottning · f4 vit bonde · e3 vit bonde | a8 vit kung · f7 svart bonde · g7 svart kung · b6 vit torn · g6 svart bonde · a5 vit bonde · c5 svart drottning · f4 vit bonde · e3 vit bonde | a8 vit kung · f7 svart bonde · g7 svart kung · b6 vit torn · g6 svart bonde · a5 vit bonde · c5 svart drottning · f4 vit bonde · e3 vit bonde | a8 vit kung · f7 svart bonde · g7 svart kung · b6 vit torn · g6 svart bonde · a5 vit bonde · c5 svart drottning · f4 vit bonde · e3 vit bonde | 2 |
| 1 | a8 vit kung · f7 svart bonde · g7 svart kung · b6 vit torn · g6 svart bonde · a5 vit bonde · c5 svart drottning · f4 vit bonde · e3 vit bonde | a8 vit kung · f7 svart bonde · g7 svart kung · b6 vit torn · g6 svart bonde · a5 vit bonde · c5 svart drottning · f4 vit bonde · e3 vit bonde | a8 vit kung · f7 svart bonde · g7 svart kung · b6 vit torn · g6 svart bonde · a5 vit bonde · c5 svart drottning · f4 vit bonde · e3 vit bonde | a8 vit kung · f7 svart bonde · g7 svart kung · b6 vit torn · g6 svart bonde · a5 vit bonde · c5 svart drottning · f4 vit bonde · e3 vit bonde | a8 vit kung · f7 svart bonde · g7 svart kung · b6 vit torn · g6 svart bonde · a5 vit bonde · c5 svart drottning · f4 vit bonde · e3 vit bonde | a8 vit kung · f7 svart bonde · g7 svart kung · b6 vit torn · g6 svart bonde · a5 vit bonde · c5 svart drottning · f4 vit bonde · e3 vit bonde | a8 vit kung · f7 svart bonde · g7 svart kung · b6 vit torn · g6 svart bonde · a5 vit bonde · c5 svart drottning · f4 vit bonde · e3 vit bonde | a8 vit kung · f7 svart bonde · g7 svart kung · b6 vit torn · g6 svart bonde · a5 vit bonde · c5 svart drottning · f4 vit bonde · e3 vit bonde | 1 |
|   | a | b | c | d | e | f | g | h |   |

Parti 11: I detta parti hade Carlsen chansen att avgöra mästerskapet genom att vinna som svart. Nepomnjasjtjij öppnade med 1.e4 men valde sen italienskt parti i stället för spanskt som han spelat tidigare. Med 23.g3 gjorde Nepomnjasjtjij ett avgörande misstag och Carlsen kunde vinna partiet i 49 drag, se diagram 3. Han försvarade därmed sin världsmästartitel eftersom han nådde ointagliga 7½ poäng.